# Serverhosting
Serverhosting är ett begrepp som innebär att en server står inhyst hos någon annan.
Många företag har idag en eller flera servrar som används i den dagliga verksamheten. Dessa servrar kan vara till för fillagring, databaser, mailsystem, ekonomisystem eller andra verksamhetsspecifika system. Vad som kan märkas efter en tids drift är att systemen behöver skötas om. Det får inte bli för varmt där servrarna står, backuper måste tas regelbundet, uppgraderingar och annat underhåll måste göras. Servrarna måste stå säkert så att ingen obehörig kommer åt dem.
Anledningen till att man väljer serverhosting kan vara en eller flera till exempel:
- få kontroll på IT-kostnaderna
- fokusera på företagets kärnverksamhet och inte behöva lägga resurser på teknik
- ingen investeringskostnad för inköp av nya servrar
- organisationen växer eller förändras och serverparken måste kunna anpassas i takt med detta
- högre IT-säkerhet
- möjlighet till en annan grad av support än vad den egna organisationen kan erbjuda

I sin renaste form innebär serverhosting att hostingföretaget äger och driver servern. Kunden betalar då ofta en månadskostnad för driften. Man kan också ställa in sina egna servrar till hostingföretaget, detta kallas då vanligen co-location.
Serverhosting har funnits hos många större företag under längre tid, ofta använder man då begreppet outsourcing